# Grand Prix Bahrajnu 2024
Grand Prix Bahrajnu 2024 (oficiálně Formula 1 Gulf Air Bahrain Grand Prix 2024) se jela na okruhu Bahrain International Circuit v Sachíru v Bahrajnu dne 2. března 2024. Závod byl prvním v pořadí v sezóně 2024 šampionátu Formule 1.
Závodní víkend probíhal od 29. února do 2. března 2024. Hlavní závod se jel v 18:00 místního času v sobotu 2. března 2024. Poprvé od Grand Prix Jihoafrické republiky 1982 se první závod v sezóně nejel v neděli, ale v sobotu, a to z důvodu oslav Ramadánu, které začínají 10. března. Proto se v sobotu pojede i následující závod v Saúdské Arábii.

## Kvalifikace
Kvalifikace se uskutečnila 1. března 2024 v 19:00 místního času (UTC+3).
| Poř.                        | Č. | Jezdec           | Konstruktér                  | Časy v kvalifikaci | Časy v kvalifikaci | Časy v kvalifikaci | Pořadí na startu |
| Poř.                        | Č. | Jezdec           | Konstruktér                  | Q1                 | Q2                 | Q3                 | Pořadí na startu |
| --------------------------- | -- | ---------------- | ---------------------------- | ------------------ | ------------------ | ------------------ | ---------------- |
| 1                           | 1  | Max Verstappen   | Red Bull Racing-Honda RBPT   | 1:30.031           | 1:29.374           | 1:29.179           | 1                |
| 2                           | 16 | Charles Leclerc  | Ferrari                      | 1:30.243           | 1:29.165           | 1:29.407           | 2                |
| 3                           | 63 | George Russell   | Mercedes                     | 1:30.350           | 1:29.922           | 1:29.485           | 3                |
| 4                           | 55 | Carlos Sainz Jr. | Ferrari                      | 1:29.909           | 1:29.573           | 1:29.507           | 4                |
| 5                           | 11 | Sergio Pérez     | Red Bull Racing-Honda RBPT   | 1:30.221           | 1:29.932           | 1:29.537           | 5                |
| 6                           | 14 | Fernando Alonso  | Aston Martin Aramco-Mercedes | 1:30.179           | 1:29.801           | 1:29.542           | 6                |
| 7                           | 4  | Lando Norris     | McLaren-Mercedes             | 1:30.143           | 1:29.941           | 1:29.614           | 7                |
| 8                           | 81 | Oscar Piastri    | McLaren-Mercedes             | 1:30.531           | 1:30.122           | 1:29.683           | 8                |
| 9                           | 44 | Lewis Hamilton   | Mercedes                     | 1:30.451           | 1:29.718           | 1:29.710           | 9                |
| 10                          | 27 | Nico Hülkenberg  | Haas-Ferrari                 | 1:30.566           | 1:29.851           | 1:30.502           | 10               |
| 11                          | 22 | Júki Cunoda      | RB-Honda RBPT                | 1:30.481           | 1:30.129           |                    | 11               |
| 12                          | 18 | Lance Stroll     | Aston Martin Aramco-Mercedes | 1:29.965           | 1:30.200           |                    | 12               |
| 13                          | 23 | Alexander Albon  | Williams-Mercedes            | 1:30.397           | 1:30.221           |                    | 13               |
| 14                          | 3  | Daniel Ricciardo | RB-Honda RBPT                | 1:30.562           | 1:30.278           |                    | 14               |
| 15                          | 20 | Kevin Magnussen  | Haas-Ferrari                 | 1:30.646           | 1:30.529           |                    | 15               |
| 16                          | 77 | Valtteri Bottas  | Kick Sauber-Ferrari          | 1:30.756           |                    |                    | 16               |
| 17                          | 24 | Čou Kuan-jü      | Kick Sauber-Ferrari          | 1:30.757           |                    |                    | 17               |
| 18                          | 2  | Logan Sargeant   | Williams-Mercedes            | 1:30.770           |                    |                    | 18               |
| 19                          | 31 | Esteban Ocon     | Alpine-Renault               | 1:30.793           |                    |                    | 19               |
| 20                          | 10 | Pierre Gasly     | Alpine-Renault               | 1:30.948           |                    |                    | 20               |
| 107 % času vítěze: 1:36,202 |    |                  |                              |                    |                    |                    |                  |
| Zdroj:                      |    |                  |                              |                    |                    |                    |                  |

## Závod
Závod se uskutečnil 2. března 2024 v 18:00 místního času (UTC+3).
| Poř.                                                                                 | No. | Jezdec           | Konstruktér                  | Počet kol | Čas/Odstoupení | Start | Body |
| ------------------------------------------------------------------------------------ | --- | ---------------- | ---------------------------- | --------- | -------------- | ----- | ---- |
| 1                                                                                    | 1   | Max Verstappen   | Red Bull Racing-Honda RBPT   | 57        | 1:31:44.742    | 1     | 26   |
| 2                                                                                    | 11  | Sergio Pérez     | Red Bull Racing-Honda RBPT   | 57        | +22.457        | 5     | 18   |
| 3                                                                                    | 55  | Carlos Sainz Jr. | Ferrari                      | 57        | +25.110        | 4     | 15   |
| 4                                                                                    | 16  | Charles Leclerc  | Ferrari                      | 57        | +39.669        | 2     | 12   |
| 5                                                                                    | 63  | George Russell   | Mercedes                     | 57        | +46.788        | 3     | 10   |
| 6                                                                                    | 4   | Lando Norris     | McLaren-Mercedes             | 57        | +48.458        | 7     | 8    |
| 7                                                                                    | 44  | Lewis Hamilton   | Mercedes                     | 57        | +50.324        | 9     | 6    |
| 8                                                                                    | 81  | Oscar Piastri    | McLaren-Mercedes             | 57        | +56.082        | 8     | 4    |
| 9                                                                                    | 14  | Fernando Alonso  | Aston Martin Aramco-Mercedes | 57        | +1:14.887      | 6     | 2    |
| 10                                                                                   | 18  | Lance Stroll     | Aston Martin Aramco-Mercedes | 57        | +1:33.216      | 12    | 1    |
| 11                                                                                   | 24  | Čou Kuan-jü      | Kick Sauber-Ferrari          | 56        | +1 kolo        | 17    |      |
| 12                                                                                   | 20  | Kevin Magnussen  | Haas-Ferrari                 | 56        | +1 kolo        | 15    |      |
| 13                                                                                   | 3   | Daniel Ricciardo | RB-Honda RBPT                | 56        | +1 kolo        | 14    |      |
| 14                                                                                   | 22  | Júki Cunoda      | RB-Honda RBPT                | 56        | +1 kolo        | 11    |      |
| 15                                                                                   | 23  | Alexander Albon  | Williams-Mercedes            | 56        | +1 kolo        | 13    |      |
| 16                                                                                   | 27  | Nico Hülkenberg  | Haas-Ferrari                 | 56        | +1 kolo        | 10    |      |
| 17                                                                                   | 31  | Esteban Ocon     | Alpine-Renault               | 56        | +1 kolo        | 19    |      |
| 18                                                                                   | 10  | Pierre Gasly     | Alpine-Renault               | 56        | +1 kolo        | 20    |      |
| 19                                                                                   | 77  | Valtteri Bottas  | Kick Sauber-Ferrari          | 56        | +1 kolo        | 16    |      |
| 20                                                                                   | 2   | Logan Sargeant   | Williams-Mercedes            | 55        | +2 kola        | 18    |      |
| Nejrychlejší kolo: Max Verstappen (Red Bull Racing-Honda RBPT) – 1:32.608 (39. kolo) |     |                  |                              |           |                |       |      |
| Zdroj:                                                                               |     |                  |                              |           |                |       |      |

Poznámky
1. ↑  Včetně bodu za nejrychlejší kolo.

## Průběžné pořadí po závodě
| Pořadí | Jezdec           | Body |
| ------ | ---------------- | ---- |
| 1      | Max Verstappen   | 26   |
| 2      | Sergio Pérez     | 18   |
| 3      | Carlos Sainz Jr. | 15   |
| 4      | Charles Leclerc  | 12   |
| 5      | George Russell   | 10   |
| Zdroj: |                  |      |

| Pořadí | Konstruktér                  | Body |
| ------ | ---------------------------- | ---- |
| 1      | Red Bull Racing-Honda RBPT   | 44   |
| 2      | Ferrari                      | 27   |
| 3      | Mercedes                     | 16   |
| 4      | McLaren-Mercedes             | 12   |
| 5      | Aston Martin Aramco-Mercedes | 3    |
| Zdroj: |                              |      |